# A Magyar Honvédség a második világháborúban
Habár a Magyar Királyság külpolitikáját a fegyveres semlegesség jellemezte, a területrevíziók prioritása és geopolitikai körülmények elkerülhetetlenné tették a magyar hadba lépést. A magyar haderőnek az 1920-as évek gazdasági nehézségei, de legfőképp a trianoni békeszerződés katonai rendelkezései miatt kevesebb kiképzett tartalék, felszerelés és hadiipari háttér állt rendelkezésére, mint a szomszédos kisantant országoknak, köztük az 1940-től Németország felé orientálódó Romániának. Jóllehet az 1938-as bledi egyezmény lehetővé tette Magyarország újbóli fegyverkezését, az az idő rövidsége és a magyar katonapolitika - mely az (egykori) kisantant országokkal és nem a Szovjetunióhoz hasonló erejű ellenséggel való konfrontációval számolt - korlátozott lehetőségei miatt csak részben valósult meg.
A magyar hadvezetés a náci Németországgal való szövetség ellenére sokáig a háború elkerülésére, majd 1941-től kezdve a háborús részvétel minimalizására törekedett. Így Magyarország a délvidéki bevonulás ellenére elkerülte Nagy-Britannia hadüzenetét, majd a Barbarossa hadműveletben csak jelképes erőkkel, az un. gyorshadtesttel vett részt, az 1942-ben a Donhoz kiszállított 2. hadsereg pedig a Magyar Királyi Honvédség egyharmadát tette ki. 1944-től kezdve, amint a keleti front megközelítette a Kárpát-medencét, a magyar háborús erőfeszítések tovább növekedtek, ekkor mozgósították az 1. magyar hadsereget. 1944-1945-ben Magyarország a szovjet és német hadvezetés számára is lényeges hadszíntérré vált. A politikai megosztottság, valamint az 1944-es német megszállás és a szovjet túlerő végül a magyar haderő felmorzsolódásához vezetett, mely 1945 áprilisára gyakorlatilag megszűnt létezni.

## Előzmények

### A hadsereg Trianon után
Az 1920. június 4-én aláírt trianoni békeszerződés nemcsak az ország területét szaggatta szét, hanem a hadsereget is. A vae victis (jaj a legyőzötteknek) elv alapján jártak el a győztes hatalmak. A hadseregre vonatkozó rendelkezéseket az 5. fejezetben helyezték el, precíz táblázatokban határozták meg a haderő nagyságát. A fegyveres erők összlétszámát 35 ezer főben határozták meg, valamint megtiltották az általános védkötelezettséget. Ez azt jelentette, hogy hadsereg csak önkéntes alapon szerveződhet. A tisztikar és a legénység arányát is meghatározták: 1750 tiszt és 1313 altiszt volt kinevezhető.
A fegyvernemek közül csak a gyalogságot és a tüzérséget engedélyezték, persze jelentős korlátozásokkal: meghatározták a fegyverek és a tárolható lőszer mennyiségét. Páncélos és légi egységek felállítását, illetve gyártását nem engedélyezték, a flottát három folyami naszádra korlátozták.
A rendelkezések végrehajtását a Szövetséges Katonai Ellenőrző Bizottság ellenőrizte.  A gazdasági helyzet és Bizottság jelenléte (1927. március 31-ig) nem tette lehetővé a hadsereg fejlesztését. Az ország védelméhez szükséges fegyveres erőt ezekben az években az úgynevezett „rejtett alakulatok” biztosították: a belügyi illetve a pénzügyi tárcához tartozó vámőrség, csendőrség, határőrség, folyamőrség és a rendőrtartalékok.

### A győri program
A győri program egy egymilliárd pengő értékű hadseregfejlesztési program volt, amelyet Darányi Kálmán 1938. március 5-én Győrött, a kormányzópárt, a Nemzeti Egység Pártja nagygyűlésén jelentett be. A program kidolgozójának Imrédy Béla számított. Az 1938-as győri program nem változtatott azon a tényen, hogy a környező kisantant országok hadseregei erősebbek és korszerűbben felszereltek voltak, mint a trianoni korlátozások által sújtott magyar.

### Bécsi döntések
A bécsi döntések Magyarországnak a trianoni békeszerződés felülvizsgálatára irányuló politikájával összhangban született nemzetközi döntőbírósági döntések voltak 1938-ban és 1940-ben, melyek révén az ország a trianoni béke értelmében elvesztett területeinek egyes részeit visszakapta Csehszlovákiától illetve Romániától. 1938-ban a Felvidék déli része, 1940-ben Észak-Erdély és a Székelyföld került vissza Magyarországhoz. A második világháborút lezáró béketárgyalások során a győztes hatalmak ezeket semmisnek nyilvánították.

### Magyar–szlovák kis háború
A magyar–szlovák kis háború 1939. március 23-tól április 4-ig tartott. Az összecsapás oka az első bécsi döntéssel szembeni elégedetlenség volt. Maga a szlovák vezetés és a szélsőséges Hlinka-gárda nem csupán az első bécsi döntés eltörlését akarta, hanem a trianoni Magyarország északi területeire is igényt tartottak. A magyar erők a Felvidék keleti részén a Magyarországhoz visszakerült Kárpátalja és a Szlovákia között húzódó határ nyugatabbra tolása végett indítottak támadást.
A regionális konfliktus felkészületlenül érte a Jozef Tiso vezette szlovák államot. A szárazföldi hadműveletek és a levegőben is zajló összecsapások a magyar honvédség taktikai győzelmével záródtak, a harcok eredményeképp a Magyar Királysághoz visszakerült egy kisebb felvidéki területsáv (1,697 km², 69,930 lakossal).

## Magyarország belépése a világháborúba

### A Délvidék visszafoglalása
Magyarország 1941. április 11-én kezdte meg a Délvidék visszacsatolását, azt követően, hogy Németország április 6-án megtámadta Jugoszláviát, majd április 10-én Horvátország proklamálta önállóságát. Habár a magyar politikai értelmezése szerint Jugoszlávia megszűnt létezni, a kérdés Teleki Pál miniszterelnök számára megoldhatatlan dilemmát jelentett, és minden bizonnyal ez vezetett április 3-i öngyilkosságához. A jugoszláv légierő még jóval a magyar csapatok előtt, 1941. április 6-án és 7-én több támadást intézett Pécs, Szeged és más magyar városok ellen. A magyar légvédelem több gépet lelőtt, a Pécset támadó 14 jugoszláv bombázóból csupán 1 tért vissza támaszpontjára.
Az Adolf Hitler által április 12-én aláírt „ideiglenes” felosztási dokumentum szerint a németeken és a magyarokon kívül Olaszország és Bulgária is jugoszláv területekhez jutott. Magyarország előzetes követelése ellenére sem kapta vissza teljes korábbi délvidéki területeit: Magyarországhoz került vissza a Bácska, a Baranyai háromszög, a Muravidék és a Muraköz, a Nyugat-Bánát azonban német ellenőrzés alatt maradt.

### Háborúban a Szovjetunióval
1941. június 26-án az akkor Magyarországhoz tartozó Kassát máig nem tisztázott légi támadás érte, amely jelentős károkat okozott mind a város épületeiben, mint a lakosság körében. A bombázás napján Rahónál légitámadás ért egy gyorsvonatot. Az események következtében Magyarország hadiállapotba került a Szovjetunióval (de a közgondolkodással ellentétben nem üzent hadat annak). Kassa bombázásának legvalószínűbb magyarázatának a Szovjetunió által tévedésből elkövetett bombázás látszik, ugyanakkor mind a német hadvezetés, mind a szomszédos németbarát országok érdeke volt Magyarország háborúba való bevonása.
A háború kezdetén csak csekély létszámú haderő vett részt a Szovjetunió elleni hadjáratban: a kárpátaljai gyorshadtestet rövid frontszolgálat után megszálló feladatokra rendelték vissza Ukrajnába.

## Megszállás a Szovjetunióban
Miután a náci német erők 1941. június 22-én megtámadták a Szovjetuniót, hatalmas területeket kellett megszállva tartaniuk. Ez ütőképes frontalakulatok kivonását jelentette volna a harcokból, ezért az OKW (Oberkommando der Wehrmacht) úgy döntött hogy erre a célra magyar csapatokat kér a magyar vezérkartól. Ez esetben egyeztek a magyar és német érdekek olyan értelemben, hogy a magyar vezetés szerette volna minél tovább a harcoktól távol tartani és kímélni csapatait, a német vezetés pedig nem nélkülözhette megszálló alakulatokat a frontról.
A magyar csapatok a teljes megszálló haderő 25%-át tették ki közel félmillió négyzetkilométeren. 1943-ban a magyar megszállók létszáma 90 000 fő volt. Látható hogy egy ekkora terület megtartása ilyen létszám mellett nem lehetséges, ezért a német hadvezetés "önkéntes" alapon 104 000 szovjet állampolgárból segédcsapatokat szervezett. Helyi szinten szerveződött a faluőrség aminek a létszáma 250 000 fő körül mozgott. Azonban ezeknek a csapatoknak a harcértéke és morálja igencsak alacsony volt.
A magyar egységek német vezetés alatt tevékenykedtek, így azonos megítélés alá kerültek a németekkel a szovjet fél szemében. A keleti front ideológiai háborúját vívták, és saját bőrükön tapasztalhatták meg a háborúval járó kegyetlenkedéseket.
A magyar csapatoknak két fő feladata volt a megszállás során: az utánpótlási vonalak biztosítása, valamint a partizánok elleni harc. Ez utóbbi – bár kevéssé ismert része a világháborúnak – igen véres és lényeges része a magyar hadsereg háborús szereplésének.

## A 2. magyar hadsereg a Don mellett

A keleti front 1942 novembere és 1943 márciusa között

A 2. magyar hadsereg a Magyar Királyi Honvédségnek az 1941/1942-ben érvényes hadrendben nem szereplő alakulata volt, amelyet 1942-ben állítottak fel, és a keleti hadszíntérre küldték harcolni. A hadsereg 1943 januárjában a Don-kanyarban - a Sztálingrád körzetében vívott harcokkal egy időben - rendkívül súlyos veszteségeket szenvedett.
A pártállam történetírása vagy elhallgatta, vagy katasztrófaként, "második Mohácsként" ábrázolta a 2. hadsereg harcait. Valójában a szovjet haderők a német, olasz és román csapatok arcvonalát is áttörték, a 2. magyar hadsereg veszteségei nem voltak elkerülhetők. Tény ugyanakkor, hogy a súlyos veszteségek ellenére a szovjet hadműveleti terveket sikerült megakadályozni, s mindezt a magyar csapatok hatékony páncélelhárítás nélkül, komolyabb tartalékok híján, rendkívüli (-25 Celsius-fokot elérő) téli hidegben vitték végbe.

## Magyarország megszállása
A Margarethe hadművelet (németül Unternehmen Margarethe, ténylegesen Margarethe I) Magyarország fontosabb területeinek német katonai megszállása volt a második világháború utolsó előtti évében, 1944. március 19-én, vasárnap. A német megszálló csapatokkal szemben – nem egyértelmű magyar parancskiadások miatt – csak szórványos ellenállások történtek. A hadműveletet a Kállay-kormány béketapogatózásai váltották ki. Magyarország hadszíntérré válását a nyugati szövetségesekkel való megegyezés sem odázhatta volna el, a magyar csapatok súlyos veszteségei pedig szintén valószínűsíthetőek, a németek mellett a román és szlovák csapatok is részt vettek volna Magyarország megszállásában.

## Az 1. magyar hadsereg harcai
Az 1. magyar hadsereg 1940. március 1-jén létrehozott alakulat volt, mely a frontra küldött Magyar 2. hadsereggel szemben határvédelmi feladatokat látott el. Feladataiból adódóan sokáig nem mozgósították a második világháború során. 1944. január 6-án kapott mozgósítási parancsot, amikor már elkerülhetetlenné vált a Kárpát-medence védelmének megszervezése.
Jóllehet elsősorban az Északkeleti Kárpátok védelmére szánták, a német fronton keletkezett mintegy 200 km-es rés betömése céljából az 1. magyar hadsereget Galíciába vezényelték. Az áprilisi offenzíva részleges sikerei után július 22-én erős szovjet támadás érte a magyar csapatokat, így azok megkezdték a visszavonulást. Horthy Miklós parancsa értelmében a hadsereg csak Magyarország felé vonulhatott vissza, ezzel megakadályozta, hogy a németek Dél-Lengyelországba csoportosítsák az alakulatokat.
Az 1. magyar hadsereg létszáma 1944 augusztusában elérte a 200 000 katonát, és berendezkedtek a kiépített védelmi vonalakban, egészen a Hunyadi-vonalig, amely a legkülső, már a határokon kívül létesített elő-akadályrendszer volt. A 4. Ukrán Front támadta az Északkeleti Kárpátokat, amelyet éppen az 1. magyar hadseregen és a védelmi vonalakon való áttörésre szerveztek meg a szovjetek, céljuk Ungvár és Munkács közvetlen elérése volt. A szovjet haderők nem tudták áttörni a magyar állásokat - mivel az 1. hadsereg október 17-éig tartotta a Kárpátok védvonalait - hanem Románia átállását követően megkerülték azokat. Az 1. magyar hadsereg szétszóródott alakulatainak egy része némi csehszlovákiai kitérő után a Dunántúlon gyűlt össze. Utolsó nagyobb bevetésük a Konrad hadműveletek támogatása lett volna, de mire megindultak, már csak a visszavonuló németeket fedezhették. A szovjet offenzíva során a német hadsereggel együtt vonultak vissza, legtöbb egységük az osztrák határnál megadta magát.

## A 3. magyar hadsereg harcai
A 3. magyar hadsereg első bevetése a Délvidék visszafoglalása volt, mozgósítását az előző napon, 1941. április 5-én rendelték el, alakulatai hajtották végre Bácska és Dél-Baranya megszállását. Ezt követően 3. magyar hadsereg hosszabb ideig nem vett részt a harcokban, az 1. magyar hadsereghez hasonlóan tartalék volt a hátországban. 1944. augusztus 30-án mozgósították a 3. hadsereget, tekintettel Románia átállására és 2. Ukrán Front Dél-Kárpátok felőli betörésére. A hadsereg 1944 szeptemberében vívott hullámzó harcokat Arad és Nagyvárad térségében a 2. Ukrán Fronttal.
Szeptember 29-én a nagyváradi repülőtér körül alakultak ki harcok, amit a magyar–német csapatok visszafoglaltak és október 4-ig tartották azt. Azonban a szovjet-román erők célja Debrecen és Nyíregyháza volt. A német páncélos egységekkel erősített magyar védelem több sikeres ellenlökést hajtott végre, azonban a magyar haderő gyakorlatilag német parancsnokság alá került. A 2. és 3. hadsereg hadrendje felborult, egységeiket az éppen szükséges frontszakaszokon vetették be a német haditerveknek megfelelően. A Debrecen–Nyíregyháza vonalra kijutó szovjetek és a német páncélos erők között bontakozott ki a hortobágyi páncéloscsata.

## Budapest ostroma
Budapest ostroma a második világháború egyik leghosszabb és legvéresebb összecsapása volt. 40 000-80 000 főnyi német-magyar védősereg és 800 000 budapesti civil rekedt a szovjet-román haderők gyűrűjében. A 2. Ukrán Front, a 3. Ukrán Front és a VII. román hadtest által bekerített várost Hitler erőddé nyilvánította (Festung Budapest), míg a másik diktátor, Sztálin Budapest gyors és mindenáron való elfoglalását erőltette, saját csapatainak komoly veszteségeket okozva ezzel.
A Pest előterében vívott harcok után 1944 decemberében Pest hadszíntérré vált, ahol a védősereg jelentős túlerővel, továbbá lőszer- és üzemanyaghiánnyal találta szembe magát, de az utcai harcok során súlyos veszteséget okozhatott a szovjet erőknek. 1945. január 17-én, Buda védelme érdekében Hitler engedélyezte a német-magyar csapatok Pestről való kivonását, emellett három offenzívát rendelt el (Konrád I, II. és III.) Buda felmentése céljából. A légi úton való utánpótlás megszűnése és a növekvő veszteségek eldöntötték Budapest sorsát. 1945. február 11-én a budai Vár felől 22 000 fős sereg igyekezett kitörni a budai hegyek irányába, de csak 800 főnek sikerült a  elérnie a német vonalakat. Ezenkívül 12 000 sebesült maradt vissza a budai szükségkórházakban, ők a következő napokban elpusztultak.

## Magyar katonák Dániában
Søren Peder Sørensen dán újságíró 2005-ben megjelent De ungarske soldater – „A magyar katonák” – című könyvében tárta fel a háború végén Dániába vezényelt magyar katonák sorsát. 1945 februárjában 12 000 magyar katona jelentősebb katonai kiképzés nélkül került Dániába, ahol átvették az innen az orosz és a nyugati frontra átirányított német katonák helyét, és gyakorlatilag őrző feladatokat folytattak a német megszállók parancsnoksága alatt. A megbízhatatlan szövetségesnek tartott magyaroknak a németek nem mertek fontos katonai feladatokat adni: vasútvonalakat és hidakat őriztek, néha pedig egyszerű munkaszolgálatos feladatokra küldték őket. Katonai kiképzésük nagy valószínűséggel nemcsak azért maradhatott el, mert a magyarokat harci helyzetben megbízhatatlannak tartották, hanem azért is, mert ilyen módon maguk a német kiképző tisztek is igyekeztek elkerülni a frontra küldést. A megbízhatatlanságra okot adott, hogy a magyarok háborúellenesek voltak, inkább a dán lakossággal, mi több, a dán ellenállással igyekezték ápolni a jó kapcsolatot. 1945. április 22-én, Koppenhágában a Királyi Testőrség kaszárnyájában elszállásolt magyar katonák fellázadtak az azonnali, frontra küldő német parancs ellen. Órákon át ropogtak a fegyverek Koppenhága belvárosában a túlerőben lévő németek és a gyengén felfegyverzett magyarok közt. A legnagyobb dán napilap, a Politiken is beszámolt ekkor az eseményről.
A magyar csapatoknak májusban a dán–német határt átlépve ismét el kellett hagyniuk Dániát. A hazafelé vezető út több német fogolytáboron keresztül vezetett. Azok közül akiket a Bornholm szigeten a szovjetek "szabadítottak fel" csak kevesen tértek vissza Magyarországra a szovjet hadifogságból.